# Middelfart Gymnasium og HF-kursus
Middelfart Gymnasium og HF-kursus blev oprettet i 1970. De nuværende bygninger er fra 1972, og skolen har et elevtal på ca. 550. Skolen gennemførte i 2011-12 en større modernisering. 

## Team Danmark
Gymnasiet er med i Team Danmark-ordningen, hvor eliteidrætsudøvere kan tage studentereksamen på 4 år.

## Støtteforening
Gymnasiet har en forening tilknyttet, Gymnasiets Venner, som blev oprettet året efter gymnasiets start. Formålet med gymnasiets venner er at yde en økonomisk støtte til den enkelte elev, ved  f.eks. studieture og ekskursioner m.m.